# Elecciones municipales de Lima de 1986
Las elecciones municipales de Lima de 1986 se llevaron a cabo el 9 de noviembre de 1986 para elegir al alcalde y al Concejo Metropolitano de Lima para el periodo 1987-1989. La elección se celebró simultáneamente con elecciones municipales (provinciales y distritales) en todo el país.
Resultó elegido el candidato Jorge del Castillo quien se presentó por el Partido Aprista Peruano tras conseguir 817 056 votos que representaron el 37.562% de los votos válidos emitidos en esa elección.

## Sistema electoral
La Municipalidad Metropolitana de Lima es el órgano administrativo y de gobierno de la provincia de Lima. Está compuesta por el alcalde y el Concejo Metropolitano.
La votación del alcalde y el concejo se realiza en base al sufragio universal, que comprende a todos los ciudadanos nacionales mayores de dieciocho años, empadronados y residentes en la provincia de Lima y en pleno goce de sus derechos políticos, así como a los ciudadanos no nacionales residentes y empadronados en la provincia de Lima.
El Concejo Metropolitano de Lima está compuesto por 41 regidores elegidos por sufragio directo para un período de tres (3) años, en forma conjunta con la elección del alcalde (quien lo preside). La votación es por lista cerrada y bloqueada. Se asigna a la lista ganadora los escaños según el método d'Hondt o la mitad más uno, lo que más le favorezca.

## Composición del Concejo Metropolitano de Lima
La siguiente tabla muestra la composición del Concejo Metropolitano de Lima antes de las elecciones.
| Partidos | Partidos                  | Regidores |
| -------- | ------------------------- | --------- |
|          | Izquierda Unida           | 21        |
|          | Partido Aprista Peruano   | 8         |
|          | Partido Popular Cristiano | 7         |
|          | Acción Popular            | 3         |

## Partidos y candidatos
A continuación se muestra una lista de los principales partidos y alianzas electorales que participaron en las elecciones:
| Candidatura | Candidatura | Partidos y alianzas | Candidatos | Candidatos                 | Ideología                                               | Resultado previo | Resultado previo | Ref. |
| Candidatura | Candidatura | Partidos y alianzas | Candidatos | Candidatos                 | Ideología                                               | Votos (%)        | Reg.             | Ref. |
| ----------- | ----------- | --- | ---------- | -------------------------- | ------------------------------------------------------- | ---------------- | ---------------- | ---- |
|             | IU          | Lista - Izquierda Unida (IU) – Unión de Izquierda Revolucionaria (UNIR) – Partido Unificado Mariateguista (PUM) – Partido Socialista Revolucionario (PSR) – Partido Comunista Revolucionario (PCR) – Partido Comunista Peruano (PCP) – Frente Obrero Campesino Estudiantil y Popular (FOCEP) |            | Alfonso Barrantes Lingán   | Socialismo democrático Marxismo-leninismo Mariateguismo | 36.63%           | 21               |      |
|             | APRA        | Lista - Partido Aprista Peruano (APRA) |            | Jorge del Castillo Gálvez  | Aprismo                                                 | 27.11%           | 8                |      |
|             | PPC         | Lista - Partido Popular Cristiano (PPC) |            | Luis Bedoya Reyes          | Conservadurismo social Humanismo Democracia cristiana   | 21.15%           | 7                |      |
|             | FNTC        | Lista - Frente Nacional de Trabajadores y Campesinos (FNTC) |            | Carlos Cáceres Barrionuevo | Nacionalismo de izquierda Tahuantinsuyismo              | Nuevo            | Nuevo            |      |
|             | PST         | Lista - Partido Socialista de los Trabajadores (PST) |            | Enrique Fernández Chacón   | Trotskismo Obrerismo Sindicalismo                       | Nuevo            | Nuevo            |      |
|             | PAN         | Lista - Partido Avanzada Nacional (PAN) |            | Miguel Campos Arredondo    |                                                         | Nuevo            | Nuevo            |      |
|             | M7J         | Lista - Movimiento Cívico Nacional 7 de Junio (M7J) |            | Antonio Durand Picho       |                                                         | Nuevo            | Nuevo            |      |
|             | IND         | Lista - Lista Independiente N° 9 Línea Humanista |            | Jorge Andreu Moreno        | Localismo limeño                                        | Nuevo            | Nuevo            |      |

## Encuestas
| Encuestadora       | Fuente                       | Fecha  | Luis Bedoya Reyes | Alfonso Barrantes | Jorge del Castillo |
| POP                | Caretas                      | Abr-86 | 21.2%             | 39.9%             | 28.7%              |
| CPI                | Revista Equis X (10/09/1986) | Set-86 | 26.6%             | 23.3%             | 23.2%              |
| Apoyo S.A.         | El Comercio (24/10/1986)     | Oct-86 | 32.7%             | 23.6%             | 28.9%              |
| Datum              | DESCO                        | Oct-86 | 28.7%             | 22.1%             | 37.2%              |
| CPI                | DESCO                        | Oct-86 | 31.3%             | 23.9%             | 29.6%              |
| Mercadeo y Opinión | DESCO                        | Oct-86 | 27.8%             | 22.8%             | 29.3%              |
| POP                | DESCO                        | Oct-86 | 30.0%             | 27.0%             | 31.0%              |
| CPI                | CPI                          | Nov-86 | 31.5%             | 25.2%             | 28.8%              |

## Debates
| Detalles              | Detalles                               | Detalles                 | Detalles          | Detalles         | Participantes P Presente A Ausente NI No invitado | Participantes P Presente A Ausente NI No invitado | Participantes P Presente A Ausente NI No invitado | Participantes P Presente A Ausente NI No invitado | Participantes P Presente A Ausente NI No invitado | Participantes P Presente A Ausente NI No invitado | Participantes P Presente A Ausente NI No invitado | Participantes P Presente A Ausente NI No invitado |
| Fecha                 | Organizador                            | Sede                     | Lugar             | Moderador/a      | Jorge del Castillo                                | Alfonso Barrantes                                 | Luis Bedoya Reyes                                 | Miguel Campos                                     | Carlos Cáceres                                    | Enrique Fernández Chacón                          | Antonio Durand                                    | Jorge Andreu                                      |
| --------------------- | -------------------------------------- | ------------------------ | ----------------- | ---------------- | ------------------------------------------------- | ------------------------------------------------- | ------------------------------------------------- | ------------------------------------------------- | ------------------------------------------------- | ------------------------------------------------- | ------------------------------------------------- | ------------------------------------------------- |
| 30 de octubre de 1986 | Intercampus (Universidad del Pacífico) | Universidad del Pacífico | Jesús María, Lima | Juan Julio Wicht | P                                                 | P                                                 | P                                                 | NI                                                | NI                                                | NI                                                | NI                                                | NI                                                |

## Resultados

### Sumario general

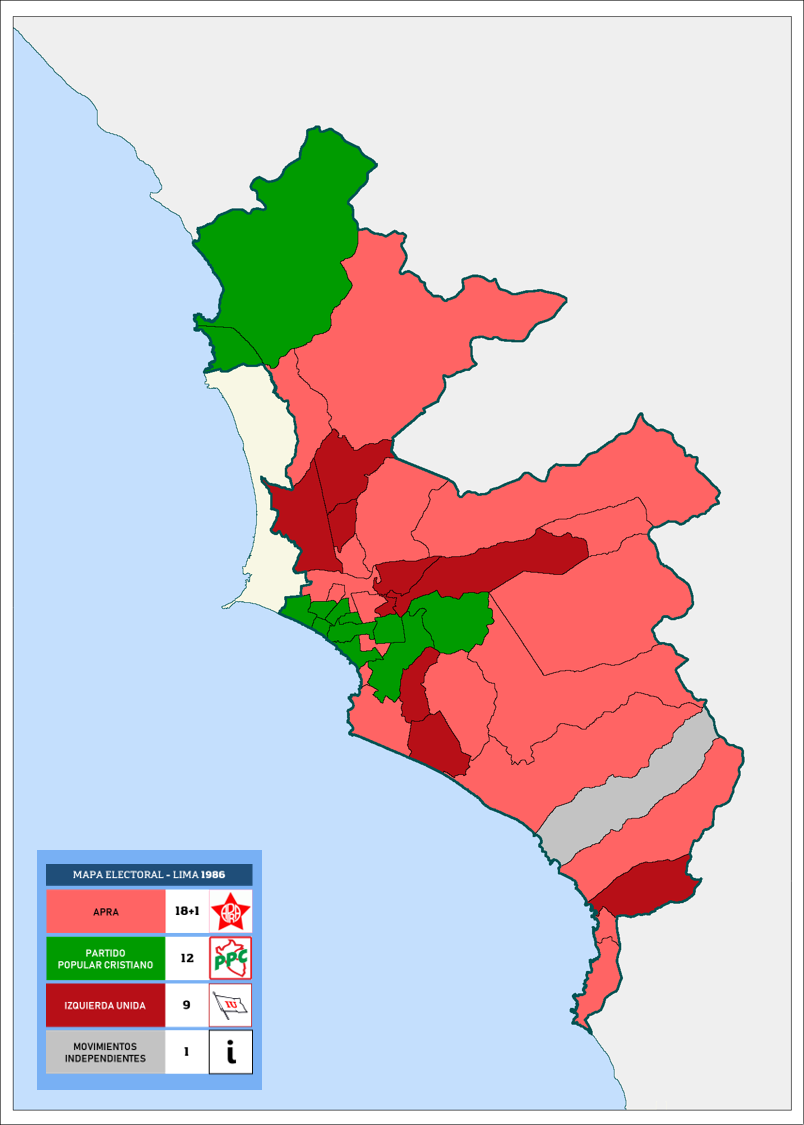
Elecciones municipales distritales de Lima de 1986.

|                        |                                                     |              |              |              |           |           |
| Partidos y coaliciones | Partidos y coaliciones                              | Voto popular | Voto popular | Voto popular | Regidores | Regidores |
| Partidos y coaliciones | Partidos y coaliciones                              | Votos        | %            | ±pp          | Total     | +/−       |
|                        | Partido Aprista Peruano (APRA)                      | 817,056      | 37.56        | +10.45       | 22        | +14       |
|                        | Izquierda Unida (IU)                                | 756,213      | 34.76        | –1.87        | 11        | –10       |
|                        | Partido Popular Cristiano (PPC)                     | 585,421      | 26.91        | +5.76        | 8         | +1        |
|                        | Partido Avanzada Nacional (PAN)                     | 5,540        | 0.25         | Nuevo        | 0         | ±0        |
|                        | Frente Nacional de Trabajadores y Campesinos (FNTC) | 4,844        | 0.22         | Nuevo        | 0         | ±0        |
|                        | Partido Socialista de los Trabajadores (PST)        | 3,433        | 0.16         | Nuevo        | 0         | ±0        |
|                        | Movimiento Cívico Nacional 7 de Junio (M7J)         | 2,488        | 0.11         | Nuevo        | 0         | ±0        |
|                        | Lista Independiente N° 9 Línea Humanista            | 228          | 0.01         | n/a          | 0         | ±0        |
|                        |                                                     |              |              |              |           |           |
| Total                  | Total                                               | 2,175,223    |              |              | 41        | +2        |
|                        |                                                     |              |              |              |           |           |
| Votos válidos          | Votos válidos                                       | 2,175,223    | 93.09        | +3.66        |           |           |
| Votos en blanco        | Votos en blanco                                     | 34,927       | 1.49         | –1.78        |           |           |
| Votos nulos            | Votos nulos                                         | 126,565      | 5.42         | –1.88        |           |           |
| Votos emitidos         | Votos emitidos                                      | 2,336,715    | 85.29        | +11.43       |           |           |
| Abstenciones           | Abstenciones                                        | 403,108      | 14.71        | –11.43       |           |           |
| Votantes registrados   | Votantes registrados                                | 2,739,823    |              |              |           |           |
|                        |                                                     |              |              |              |           |           |
| Fuente:                |                                                     |              |              |              |           |           |

### Concejo Metropolitano de Lima
| Cargo                          | Autoridad electa                 | Partido político | Partido político          |
| ------------------------------ | -------------------------------- | ---------------- | ------------------------- |
| Alcalde Metropolitano de Lima  | Jorge del Castillo Gálvez        |                  | Partido Aprista Peruano   |
| Regidor Metropolitano de Lima  | Antonio Biondi Bernales          |                  | Partido Aprista Peruano   |
| Regidor Metropolitano de Lima  | Ernesto Amans Paz                |                  | Partido Aprista Peruano   |
| Regidora Metropolitana de Lima | Julia Barrera Gonzales           |                  | Partido Aprista Peruano   |
| Regidor Metropolitano de Lima  | Gilmer Calderón Cuenca           |                  | Partido Aprista Peruano   |
| Regidor Metropolitano de Lima  | Jaime Montoya Ugarte             |                  | Partido Aprista Peruano   |
| Regidor Metropolitano de Lima  | Alberto Kitasono Roca            |                  | Partido Aprista Peruano   |
| Regidor Metropolitano de Lima  | Juan Vizcarra Muñiz              |                  | Partido Aprista Peruano   |
| Regidor Metropolitano de Lima  | Óscar Oré Bazanta                |                  | Partido Aprista Peruano   |
| Regidor Metropolitano de Lima  | Diego Vicuña Villar              |                  | Partido Aprista Peruano   |
| Regidor Metropolitano de Lima  | César Garrido-Lecca Soto         |                  | Partido Aprista Peruano   |
| Regidor Metropolitano de Lima  | Francisco Pardo Mesones          |                  | Partido Aprista Peruano   |
| Regidor Metropolitano de Lima  | Armando Guiulfo Zender           |                  | Partido Aprista Peruano   |
| Regidor Metropolitano de Lima  | Gustavo Laurie Duncan            |                  | Partido Aprista Peruano   |
| Regidor Metropolitano de Lima  | Raúl Haya de la Torre de la Rosa |                  | Partido Aprista Peruano   |
| Regidor Metropolitano de Lima  | Arcesio Guillén Zavaleta         |                  | Partido Aprista Peruano   |
| Regidora Metropolitana de Lima | Inés Gamarra de Quispe           |                  | Partido Aprista Peruano   |
| Regidor Metropolitano de Lima  | Heli Montenegro Aguilar          |                  | Partido Aprista Peruano   |
| Regidora Metropolitana de Lima | Antonieta García Santibañez      |                  | Partido Aprista Peruano   |
| Regidor Metropolitano de Lima  | José Castañeda Neyra             |                  | Partido Aprista Peruano   |
| Regidor Metropolitano de Lima  | Juan Uchuya Maurtua              |                  | Partido Aprista Peruano   |
| Regidor Metropolitano de Lima  | Oswaldo Morán Márquez            |                  | Partido Aprista Peruano   |
| Regidor Metropolitano de Lima  | Boritz Boluarte Gómez            |                  | Partido Aprista Peruano   |
| Regidor Metropolitano de Lima  | Henry Pease García               |                  | Izquierda Unida           |
| Regidor Metropolitano de Lima  | Ángel Delgado Silva              |                  | Izquierda Unida           |
| Regidor Metropolitano de Lima  | Óscar Ugarte Ubilluz             |                  | Izquierda Unida           |
| Regidor Metropolitano de Lima  | Eduardo Vega Posada              |                  | Izquierda Unida           |
| Regidor Metropolitano de Lima  | Edgardo Gavelán Gamarra          |                  | Izquierda Unida           |
| Regidor Metropolitano de Lima  | Constante Traverso Flores        |                  | Izquierda Unida           |
| Regidor Metropolitano de Lima  | Eleazar Ramos Loarte             |                  | Izquierda Unida           |
| Regidor Metropolitano de Lima  | Carlos Rodríguez Ponce           |                  | Izquierda Unida           |
| Regidor Metropolitano de Lima  | Mario Zolezzi Chocano            |                  | Izquierda Unida           |
| Regidor Metropolitano de Lima  | Gonzalo García Núñez             |                  | Izquierda Unida           |
| Regidor Metropolitano de Lima  | José Carcelén Pedraza            |                  | Izquierda Unida           |
| Regidor Metropolitano de Lima  | Ricardo Amiel Meza               |                  | Partido Popular Cristiano |
| Regidor Metropolitano de Lima  | Roberto Persivale Serrano        |                  | Partido Popular Cristiano |
| Regidor Metropolitano de Lima  | Armando Buendía Gutiérrez        |                  | Partido Popular Cristiano |
| Regidor Metropolitano de Lima  | Manuel Cáceda Granthon           |                  | Partido Popular Cristiano |
| Regidor Metropolitano de Lima  | Ántero Flores-Aráoz Esparza      |                  | Partido Popular Cristiano |
| Regidora Metropolitana de Lima | Lourdes Flores Nano              |                  | Partido Popular Cristiano |
| Regidor Metropolitano de Lima  | Percy Tabory Andrade             |                  | Partido Popular Cristiano |
| Regidor Metropolitano de Lima  | Ciro del Río Pérez               |                  | Partido Popular Cristiano |

## Elecciones municipales distritales

### Sumario general
| Partidos y coaliciones | Partidos y coaliciones                              | Voto popular | Voto popular | Voto popular | Alcaldías | Alcaldías |
| Partidos y coaliciones | Partidos y coaliciones                              | Votos        | %            | ±pp          | Total     | +/−       |
| ---------------------- | --------------------------------------------------- | ------------ | ------------ | ------------ | --------- | --------- |
|                        | Partido Aprista Peruano (APRA)                      |              |              |              | 18        | +12       |
|                        | Izquierda Unida (IU)                                |              |              |              | 9         | –10       |
|                        | Partido Popular Cristiano (PPC)                     |              |              |              | 12        | +1        |
|                        | Partido Avanzada Nacional (PAN)                     |              |              |              | 0         | ±0        |
|                        | Frente Nacional de Trabajadores y Campesinos (FNTC) |              |              |              | 0         | ±0        |
|                        | Partido Socialista de los Trabajadores (PST)        |              |              |              | 0         | ±0        |
|                        | Movimiento Cívico Nacional 7 de Junio (M7J)         |              |              |              | 0         | ±0        |
|                        | Lista Independiente Línea Humanista N° 9            |              |              |              | 0         | ±0        |
|                        | Listas independientes distritales                   |              |              |              | 1         | –1        |
|                        |                                                     |              |              |              |           |           |
| Total                  | Total                                               |              |              |              | 40        | ±0        |
|                        |                                                     |              |              |              |           |           |
| Votos válidos          |                                                     |              |              |              |           |           |
| Votos en blanco        |                                                     |              |              |              |           |           |
| Votos nulos            |                                                     |              |              |              |           |           |
| Votos emitidos         |                                                     |              |              |              |           |           |
| Abstenciones           |                                                     |              |              |              |           |           |
| Votantes registrados   |                                                     |              |              |              |           |           |
|                        |                                                     |              |              |              |           |           |
| Fuente:                |                                                     |              |              |              |           |           |

### Resultados por distrito
La siguiente tabla enumera el control de los distritos de la provincia de Lima. El cambio de mando de una organización política se resalta del color de ese partido.
| Distrito                | Alcalde(sa) titular        | Partido político | Partido político          | Alcalde(sa) electo(a)        | Partido político | Partido político          |
| ----------------------- | -------------------------- | ---------------- | ------------------------- | ---------------------------- | ---------------- | ------------------------- |
| Ancón                   | José Paredes Roncal        |                  | Izquierda Unida           | Enrique Espinoza Bellido     |                  | Partido Popular Cristiano |
| Ate                     | Franklin Acosta del Pozo   |                  | Izquierda Unida           | Franklin Acosta del Pozo     |                  | Izquierda Unida           |
| Barranco                | Jorge del Castillo Gálvez  |                  | Partido Aprista Peruano   | Pedro Allemant Centeno       |                  | Partido Aprista Peruano   |
| Breña                   | Rodolfo Galván Montoya     |                  | Partido Aprista Peruano   | Luis Suito Tuesta            |                  | Partido Aprista Peruano   |
| Carabayllo              | José Távara Castillo       |                  | Izquierda Unida           | Luis Solís Quintana          |                  | Partido Aprista Peruano   |
| Chaclacayo              | Claudio Alzamora Tarazona  |                  | Izquierda Unida           | Enrique Tomás Ojeda          |                  | Partido Aprista Peruano   |
| Chorrillos              | Pablo Gutiérrez Weselby    |                  | Lista Independiente N° 3  | Jorge Meneses Solís          |                  | Partido Aprista Peruano   |
| Cieneguilla             | Fanny Seoane Herrera       |                  | Partido Aprista Peruano   | Benigno Alfaro Tello         |                  | Partido Aprista Peruano   |
| Comas                   | Arnulfo Medina Cruces      |                  | Izquierda Unida           | Arnulfo Medina Cruces        |                  | Izquierda Unida           |
| El Agustino             | Jorge Quintanilla Alarcón  |                  | Izquierda Unida           | Jorge Quintanilla Alarcón    |                  | Izquierda Unida           |
| Independencia           | Esther Moreno Huerta       |                  | Izquierda Unida           | Esther Moreno Huerta         |                  | Izquierda Unida           |
| Jesús María             | Miguel Fort Magot          |                  | Partido Popular Cristiano | Víctor Oyanguren Agüero      |                  | Partido Popular Cristiano |
| La Molina               | Rafael López Mobilia       |                  | Partido Popular Cristiano | Rafael López Mobilia         |                  | Partido Popular Cristiano |
| La Victoria             | Alejandro Bazán Gonzales   |                  | Izquierda Unida           | Andrés Espejo Luna Victoria  |                  | Partido Aprista Peruano   |
| Lince                   | Carlos Zagal Castillo      |                  | Partido Popular Cristiano | Félix Carrillo Ugarte        |                  | Partido Popular Cristiano |
| Lurigancho              | Julio Roca Zapata          |                  | Izquierda Unida           | Augusto Benavides Estrada    |                  | Partido Aprista Peruano   |
| Lurín                   | Guadulfo Silva Carbajal    |                  | Partido Aprista Peruano   | Guadulfo Silva Carbajal      |                  | Partido Aprista Peruano   |
| Magdalena del Mar       | Ricardo Flores Corbera     |                  | Partido Popular Cristiano | Ricardo Flores Corbera       |                  | Partido Popular Cristiano |
| Miraflores              | Luis Bedoya de Vivanco     |                  | Partido Popular Cristiano | Luis Bedoya de Vivanco       |                  | Partido Popular Cristiano |
| Pachacámac              | Luis Ardiles Gamarra       |                  | Partido Popular Cristiano | Tito Boniccelli Crovetto     |                  | Partido Aprista Peruano   |
| Pucusana                | Octavio Carrillo Caycho    |                  | Partido Aprista Peruano   | Víctor Ávalos Ávalos         |                  | Partido Aprista Peruano   |
| Pueblo Libre            | Luis Rosello Carrillo      |                  | Partido Popular Cristiano | Luis Rosello Carrillo        |                  | Partido Popular Cristiano |
| Puente Piedra           | Leonidas Ramos Hinostroza  |                  | Izquierda Unida           | Israel Nomberto Ulpe         |                  | Partido Aprista Peruano   |
| Punta Hermosa           | Gerardo Castro García      |                  | Acción Popular            | Gerardo Castro García        |                  | Lista Independiente N° 3  |
| Punta Negra             | Antonio D'Onofrio Valle    |                  | Partido Popular Cristiano | Carlos Lluncor Escudero      |                  | Partido Aprista Peruano   |
| Rímac                   | Juan Villanueva Flores     |                  | Izquierda Unida           | Juan Yance Salvador          |                  | Partido Aprista Peruano   |
| San Bartolo             | Eugenio Huari Huapaya      |                  | Izquierda Unida           | Eugenio Huari Huapaya        |                  | Izquierda Unida           |
| San Borja               | Hugo Sánchez Solari        |                  | Partido Popular Cristiano | Hugo Sánchez Solari          |                  | Partido Popular Cristiano |
| San Isidro              | Francisco Benavente García |                  | Partido Popular Cristiano | Enrique Calmet Sampén        |                  | Partido Popular Cristiano |
| San Juan de Lurigancho  | Óscar Venegas Aramburú     |                  | Izquierda Unida           | Víctor Ortiz Pilco           |                  | Partido Aprista Peruano   |
| San Juan de Miraflores  | Adolfo Ocampo Vargas       |                  | Izquierda Unida           | Adolfo Ocampo Vargas         |                  | Izquierda Unida           |
| San Luis                | Julio Castro Calis         |                  | Izquierda Unida           | Julio Castro Calis           |                  | Izquierda Unida           |
| San Martín de Porres    | José Miranda Valladares    |                  | Izquierda Unida           | José Miranda Valladares      |                  | Izquierda Unida           |
| San Miguel              | Rómulo Ponce Calle         |                  | Partido Aprista Peruano   | Óscar Zegarra Cruz           |                  | Partido Popular Cristiano |
| Santa María del Mar     | Mercedes Flores de Lercari |                  | Lista Independiente N° 3  | Wilfredo Arozemena Ferreyros |                  | Partido Aprista Peruano   |
| Santa Rosa              | Edith Norria Zanelli       |                  | Acción Popular            | Pedro Rosello de la Puente   |                  | Partido Popular Cristiano |
| Santiago de Surco       | Jaime Payet Martínez       |                  | Partido Popular Cristiano | Carlos Letts Colmenares      |                  | Partido Popular Cristiano |
| Surquillo               | Wilfredo Álvarez Vale      |                  | Izquierda Unida           | Hugo Sánchez Medina          |                  | Partido Aprista Peruano   |
| Villa El Salvador       | Michel Azcueta Gorostiza   |                  | Izquierda Unida           | Michel Azcueta Gorostiza     |                  | Izquierda Unida           |
| Villa María del Triunfo | Washington Ipenza Pacheco  |                  | Izquierda Unida           | Walter Machuca Arteta        |                  | Partido Aprista Peruano   |